# Campionato mondiale per club FIVB 2013 (femminile)
Il Campionato del Mondo per club di pallavolo femminile 2013 si è svolta dal 9 al 13 ottobre: al torneo hanno preso parte le cinque rappresentanti continentali e la squadra ospitante; la vittoria finale è andata per la prima volta al VakıfBank Spor Kulübü.

## Regolamento
La competizione prevede che le sei squadre partecipanti vengano divise durante la prima fase in due gironi da tre squadre ciascuno, al termine dei quali le prime di classificate dei due gironi si incrociano, dando il via alla fase finale con semifinali e finali.

## Squadre partecipanti
| Gironi   | Squadra          | Titolo                           |
| -------- | ---------------- | -------------------------------- |
| Girone A | Guangdong Hengda | Campione d'Asia                  |
| Girone A | Kenya Prisons    | Campione d'Africa                |
| Girone A | Volero Zurigo    | Squadra ospitante                |
| Girone B | VakıfBank        | Campione d'Europa                |
| Girone B | Iowa Ice         | Rappr. del Nord e Centro America |
| Girone B | Rio de Janeiro   | Campione del Sudamerica          |

## Fase a gironi

### Girone A
Risultati
| Data     | Incontri         | Incontri | Incontri         | 1° Set | 2° Set | 3° Set | 4° Set | 5° Set |
| -------- | ---------------- | -------- | ---------------- | ------ | ------ | ------ | ------ | ------ |
| 09-10-13 | Guangdong Hengda | 3 - 0    | Kenya Prisons    | 25-14  | 25-11  | 25-13  |        |        |
| 10-10-13 | Volero Zurigo    | 3 - 1    | Guangdong Hengda | 26-24  | 25-21  | 29-31  | 25-21  |        |
| 11-10-13 | Volero Zurigo    | 3 - 0    | Kenya Prisons    | 25-17  | 25-13  | 25-6   |        |        |

Classifica
| Pos | Squadre          | Punti | Partite | Partite | Partite | Set   | Set   | Ratio | Punti | Punti  | Ratio |
| Pos | Squadre          | Punti | Giocate | Vinte   | Perse   | Vinti | Persi | Ratio | Fatti | Subiti | Ratio |
| --- | ---------------- | ----- | ------- | ------- | ------- | ----- | ----- | ----- | ----- | ------ | ----- |
| 1   | Volero Zurigo    | 6     | 2       | 2       | 0       | 6     | 1     | 6.000 | 180   | 133    | 1.353 |
| 2   | Guangdong Hengda | 3     | 2       | 1       | 1       | 4     | 3     | 1.333 | 172   | 143    | 1.203 |
| 3   | Kenya Prisons    | 0     | 2       | 0       | 2       | 0     | 6     | 0.000 | 74    | 150    | 0.493 |

### Girone B
Risultati
| Data     | Incontri       | Incontri | Incontri  | 1° Set | 2° Set | 3° Set | 4° Set | 5° Set |
| -------- | -------------- | -------- | --------- | ------ | ------ | ------ | ------ | ------ |
| 09-10-13 | Rio de Janeiro | 3 - 0    | Iowa Ice  | 25–14  | 25–16  | 25–22  |        |        |
| 10-10-13 | VakıfBank      | 3 - 0    | Iowa Ice  | 25–16  | 25–12  | 25–17  |        |        |
| 11-10-13 | Rio de Janeiro | 1 - 3    | VakıfBank | 20–25  | 18–25  | 25–21  | 18-25  |        |

Classifica
| Pos | Squadre        | Punti | Partite | Partite | Partite | Set   | Set   | Ratio | Punti | Punti  | Ratio |
| Pos | Squadre        | Punti | Giocate | Vinte   | Perse   | Vinti | Persi | Ratio | Fatti | Subiti | Ratio |
| --- | -------------- | ----- | ------- | ------- | ------- | ----- | ----- | ----- | ----- | ------ | ----- |
| 1   | VakıfBank      | 6     | 2       | 2       | 0       | 6     | 1     | 6.000 | 171   | 126    | 1.357 |
| 2   | Rio de Janeiro | 3     | 2       | 1       | 1       | 4     | 3     | 1.333 | 156   | 148    | 1.054 |
| 3   | Iowa Ice       | 0     | 2       | 0       | 2       | 0     | 6     | 0.000 | 97    | 150    | 0.647 |

## Fase finale
|  | Semifinali       | Semifinali       | Semifinali     |                |           | Finale             | Finale             | Finale             |  |
|  |                  |                  |                |                |           |                    |                    |                    |  |
|  | VakıfBank        | VakıfBank        | 3              |                |           |                    |                    |                    |  |
|  | VakıfBank        | VakıfBank        | 3              |                |           |                    |                    |                    |  |
|  | Guangdong Hengda | Guangdong Hengda | 0              |                |           |                    |                    |                    |  |
|  | Guangdong Hengda | Guangdong Hengda | 0              |                | VakıfBank | VakıfBank          | 3                  |                    |  |
|  |                  |                  |                |                | VakıfBank | VakıfBank          | 3                  |                    |  |
|  |                  |                  | Rio de Janeiro | Rio de Janeiro | 0         |                    |                    |                    |  |
|  | Volero Zurigo    | Volero Zurigo    | Rio de Janeiro | Rio de Janeiro | 0         | 0                  |                    |                    |  |
|  | Volero Zurigo    | Volero Zurigo    |                |                |           | 0                  |                    |                    |  |
|  | Rio de Janeiro   | Rio de Janeiro   | 3              |                |           | Finale 3º/4º posto | Finale 3º/4º posto | Finale 3º/4º posto |  |
|  | Rio de Janeiro   | Rio de Janeiro   | 3              |                |           |                    |                    |                    |  |
|  |                  |                  |                |                |           |                    |                    |                    |  |
|  |                  |                  |                |                |           | Guangdong Hengda   | Guangdong Hengda   | 3                  |  |
|  |                  |                  |                |                |           | Guangdong Hengda   | Guangdong Hengda   | 3                  |  |
|  |                  |                  |                |                |           | Volero Zurigo      | Volero Zurigo      | 1                  |  |

### Semifinali
| Data     | Incontri      | Incontri | Incontri         | 1° Set | 2° Set | 3° Set | 4° Set | 5° Set |
| -------- | ------------- | -------- | ---------------- | ------ | ------ | ------ | ------ | ------ |
| 12-10-13 | VakıfBank     | 3 - 0    | Guangdong Hengda | 28-26  | 25-15  | 25-20  |        |        |
| 12-10-13 | Volero Zurigo | 0 - 3    | Rio de Janeiro   | 23-25  | 20-25  | 16-25  |        |        |

### Finali
| Data     | Incontri         | Incontri | Incontri       | 1° Set | 2° Set | 3° Set | 4° Set | 5° Set |
| -------- | ---------------- | -------- | -------------- | ------ | ------ | ------ | ------ | ------ |
| 13-10-13 | Guangdong Hengda | 3 - 1    | Volero Zurigo  | 24-26  | 25-23  | 25-18  | 25-21  |        |
| 13-10-13 | VakıfBank        | 3 - 0    | Rio de Janeiro | 25-23  | 27-25  | 25-16  |        |        |

## Classifica finale
| Pos | Squadra          | Confederazione |
| --- | ---------------- | -------------- |
|     | VakıfBank        | CEV            |
|     | Rio de Janeiro   | CSV            |
|     | Guangdong Hengda | AVC            |
| 4   | Volero Zurigo    | CEV            |
| 5   | Iowa Ice         | NORCECA        |
| 5   | Kenya Prisons    | CAVB           |

## Premi individuali
| Premio                 | Giocatore             | Squadra          |
| ---------------------- | --------------------- | ---------------- |
| MVP                    | Jovana Brakočević     | VakıfBank        |
| Miglior palleggiatrice | Shen Jingsi           | Guangdong Hengda |
| Miglior opposto        | Sarah Pavan           | Rio de Janeiro   |
| Miglior schiacciatrice | Kenia Carcaces        | Volero Zurigo    |
| Miglior schiacciatrice | Gözde Kırdar          | VakıfBank        |
| Miglior centrale       | Christiane Fürst      | VakıfBank        |
| Miglior centrale       | Ana Carolina da Silva | Rio de Janeiro   |
| Miglior libero         | Yūko Sano             | Volero Zurigo    |